# Linea M9 (metropolitana di Istanbul)
La linea M9 della metropolitana di Istanbul, ufficialmente denominata linea metropolitana M9 Ataköy-Olimpiyat (in turco Ataköy-Olimpiyat metro hattı), è una linea di transito rapido del sistema di metropolitane di Istanbul, in Turchia. Essa è situata nella parte europea della città.

## Storia
La linea è lunga 17,4 km con 14 stazioni ed è entrata completamente in servizio il 18 marzo 2024. Corre in direzione nord-sud e attraversa cinque distretti della città, vale a dire Bakırköy, Bahçelievler, Bağcılar, Küçükçekmece e Başakşehir. Il tempo di percorrenza tra le stazioni finali è di 19,5 minuti. Si prevede che la linea della metropolitana trasporterà circa 500.000 passeggeri al giorno, servendo circa 2,5 milioni di persone che vivono nell'area o che visitano quei distretti.
I collegamenti con altre linee della metropolitana sono ad Ataköy per Marmaray, a Yenibosna per la M1A (Yenikapı–Atatürk Airport), a Çobançeşme per la M20 (Yenikapı-Sefaköy), a Mimar Sinan per la M1B (Kirazlı-Halkalı), a Atatürk Mahallesi per la M7 (Mahmutbey-Bahçeşehir -Esenyurt) e a İkitelli Sanayi per la M3 (Kirazlı-Başakşehir Olimpiyat).
La costruzione della linea metropolitana è iniziata nel febbraio 2016. La linea è composta da due tubi, che vengono scavati da quattro perforatrici, due a ciascuna estremità. La città di Istanbul ha approvato un prestito di 338 milioni di euro per completare la costruzione.
Mentre il ramo di Olimpiyatköy della linea M3 (Olimpiyat - İkitelli Sanayi) è stato unificato con la linea M9, la prima tappa della linea metropolitana (Bahariye - İkitelli Sanayi) è stata completata e aperta il 29 maggio 2021. Il 18 marzo 2024 è stata aperta la tratta Bahariye - Atakoy.
Dal 30 agosto 2024 è operativa la stazione Mimar Sinan.